# Quercus berberidifolia
Espèce
Quercus berberidifolia est une espèce de petits chênes arbustifs à feuilles persistantes à semi-persistantes de la section des chênes blancs (section Quercus). Il atteint 1 à 2 m en hauteur, rarement 4 m, et possède des feuilles finement dentées d'un vert peu intense qui mesurent entre 1,5 et 3 cm en longueur et entre 1 et 2 cm en largeur, coriace sur le dessus et assez tomenteuses (velues) sur le dessous. Les glands se présentant seuls ou par paire mesurent 1 à 3 cm en longueur et 1 à 2 cm en largeur, et sont pointus ou ovoïdes ; ils murissent en 6 à 8 mois après la pollinisation.
Il est originaire des collines broussailleuses de Californie. C'est une espèce des écosystèmes du chaparral ; en fait, le mot chaparral est dérivé du mot espagnol chaparro qui désigne un buisson d'yeuse. De nombreux autres chênes du type arbustif peuvent se rencontrer dans la région, et un examen minutieux est nécessaire pour identifier les individus de Q. berberidifolia et ses hybrides. Dans les zones fraîches et plus exposées, ce chêne est généralement un petit buisson compact mais dans les zones chaudes ou abritées la plante peut se déployer, pousser et grandir sur plusieurs mètres en hauteur.
Q. berberidifolia s'hybride parfois avec d'autres espèces.